# Tweaker
Tweaker – amerykański zespół założony w 1990 roku przez Chrisa Vrennę w Los Angeles w Kalifornii. Tworzy muzykę łączącą w sobie gatunki takie jak synthpop, industrial, rock progresywny, jazz i różnego rodzaju elektronika. W krótkim odstępie czasowym zostały wydane dwa albumy studyjne – The Attraction to All Things Uncertain w 2001 roku i 2 a.m. Wakeup Call w 2004 roku, które zawierały efekty współpracy z takimi muzykami jak Robert Smith, David Sylvian, Will Oldham czy Buzz Osborne. Przed wydaniem trzeciego albumu w 2012 roku, zespół stworzył tematy przewodnie do gry „Doom 3” i do kreskówki „Xiaolin – pojedynek mistrzów”.

## Dyskografia
Albumy studyjne
- The Attraction to All Things Uncertain (2001)
- 2 a.m. Wakeup Call (2004)
- Call the Time Eternity (2012)

Minialbumy i single
- Linoleum (EP, 2001)
- Xiaolin Showdown (7”, 2003)
- Doom 3 Theme Song (7”, 2004)

Pozostałe
- And Then There’s Nothing (Remix, 2013)